# Hasliberg
Hasliberg (tot 1923 officieel in het Duits Hasleberg) is een gemeente en plaats in het Zwitserse kanton Bern en maakt deel uit van het district Interlaken-Oberhasli.
Hasliberg telt 1.214 inwoners. Het ligt in de buurt van Meiringen en is te bereiken via Interlaken of Luzern. Het dichtstbijzijnde vliegveld ligt op 80 km afstand in Bern.
De berg bevat vier dorpen: Hohfluh, Wasserwendi, Goldern en Reuti. Het is in de winter een populair skioord met 60 kilometer piste, waarvan 20 km blauwe piste, 34 km rood en 6 km zwart. Ook zijn er off-piste mogelijkheden. Er zijn vijf gondels, vier stoeltjesliften en vier sleepliften. Het hoogste punt in het skigebied ligt op 2433 m hoogte. Van daaruit is er uitzicht  op de Eiger, de Jungfrau, de Mittelhorn en de Schreckhorn.